# Véronique De Keyser
Véronique De Keyser (ur. 23 marca 1945 w Etterbeek) – belgijska i walońska działaczka polityczna, psycholożka i wykładowczyni akademicka, posłanka do Parlamentu Europejskiego V, VI i VII kadencji.

## Życiorys
Absolwentka filozofii na Université Libre de Bruxelles. W 1974 obroniła doktorat z psychologii. Do 1984 pracowała na ULB i w brukselskim centrum badań przemysłowych. Prowadziła wykłady na Uniwersytecie w Liège, była profesorem wizytującym aa uczelniach francuskich (m.in. na Université Paris 8 Vincennes-Saint-Denis) i portugalskich. Działa w różnych międzynarodowych organizacjach psychologów.
W 2001 objęła mandat deputowanej do Parlamentu Europejskiego z ramienia walońskiej Partii Socjalistycznej. W wyborach w 2004 i 2009 odnawiała go na kolejne kadencje. W VII kadencji zasiadła Postępowego Sojuszu Socjalistów i Demokratów, Komisji Rozwoju oraz Podkomisji Praw Człowieka.